# Иванов, Владимир Александрович (Герой Труда)
Владимир Александрович Иванов (1882—1949) — революционер и советский государственный работник, Герой Труда.

## Биография
Родился в 1882 году в Саратове.
В молодом возрасте включился в революционное движение, являлся членом подпольного социал-демократического кружка. В 1912 году Иванов был арестован и сослан в Якутию. Там работал слесарем, был в числе первых строителей Якутской электростанции (ныне это Якутская ТЭЦ) в 1913—1914 годах. В 1915—1917 годах работал машинистом и механиком парохода «Лена».
Был участником Гражданской войны в России. По окончании войны продолжил жить в Якутии, стал секретарём правления горно-рабочих Алдано-Тимптонского района. Затем работал в аппарате Якутского городского совета, неоднократно избираясь депутатом горсовета. Являлся участником IV Всеякутского съезда Советов в 1926 году, был членом Якутского Центрального Исполнительного Комитета (ЯЦИК). 1 октября 1922 года В. А. Иванову был присвоено звание Героя Труда.
Участвовал в Великой Отечественной войне, стал офицером-танкистом, имел 16 боевых наград. После войны вместе с женой — Клавдией Владимировной жили в городе Каховка Херсонской области УССР. Его жена работала в сфере связи. В семье росло трое детей: Георгий, Владимир и Клавдия. Затем семья вернулась в Якутию, где Владимир Александрович находился до конца жизни.
Умер в 1949 году в Якутске.